# Cedar Grove (Nou Mèxic)
Cedar Grove és una concentració de població designada pel cens dels Estats Units a l'estat de Nou Mèxic. Segons el cens del 2000 tenia 599 habitants.

## Demografia
Segons el cens del 2000, Cedar Grove tenia 599 habitants, 224 habitatges, i 167 famílies. La densitat de població era d'11,8 habitants per km².
Dels 224 habitatges en un 35,3% hi vivien nens de menys de 18 anys, en un 64,3% hi vivien parelles casades, en un 6,3% dones solteres, i en un 25,4% no eren unitats familiars. En el 18,3% dels habitatges hi vivien persones soles el 6,7% de les quals corresponia a persones de 65 anys o més que vivien soles. El nombre mitjà de persones vivint en cada habitatge era de 2,67 i el nombre mitjà de persones que vivien en cada família era de 3,09.
Per edats la població es repartia de la següent manera: un 27,5% tenia menys de 18 anys, un 4,3% entre 18 i 24, un 31,1% entre 25 i 44, un 27,9% de 45 a 60 i un 9,2% 65 anys o més.
L'edat mediana era de 40 anys. Per cada 100 dones de 18 o més anys hi havia 92 homes.
La renda mediana per habitatge era de 42.750 $ i la renda mediana per família de 47.560 $. Els homes tenien una renda mediana de 41.146 $ mentre que les dones 43.462 $. La renda per capita de la població era de 16.585 $. Aproximadament el 16% de les famílies i el 16,3% de la població estaven per davall del llindar de pobresa.

## Poblacions més properes
El següent diagrama mostra les poblacions més properes.